# Heinrich Koenige
Heinrich Josef Jakob Koenige (auch Könige; * 13. Februar 1852 in Heidelberg; † 2. Februar 1935) war ein deutscher Jurist und Senatspräsident am Reichsgericht.

## Leben
Für die Teilnahme als Freiwilliger am  Deutsch-Französischen Krieg unterbrach Koenige seine Schullaufbahn am Rastatter Gymnasium. Nach 1871 studierte er Rechtswissenschaften in Heidelberg und Freiburg. 1874 war das Jahr seiner Vereidigung auf den badischen Landesherrn. 1879 wurde er Amtsrichter in Villingen. Im Mai 1886 folgte die Beförderung zum Oberamtsrichter. Im Juni 1886 wurde er Landgerichtsrat in Mosbach. 1889 ernannt man ihn zum Regierungsrat und Koenige wurde Vorstand der Landesgefängnisverwaltung in Mannheim. 1891 war er wieder Landgerichtsrat in Mannheim und ein Jahr später war er Vorsitzender der Kammer für Handelssachen am Landgericht Mannheim. 1899 wurde er Oberlandesgerichtsrat in Mannheim. Er kam 1896 an das Reichsgericht. Als Reichsgerichtsrat war er im II. und III. Zivilsenat tätig. Im Ersten Weltkrieg wurde er 1914 zum Kriegsdienst einberufen und wurde Führer zweier Geschützbatterien. Ab August 1918 war er Präsident des Kaiserlichen Obergerichts für Flandern in Brüssel.
Am 1. Juli 1919 wurde er Senatspräsident des VI. Zivilsenats. Am 4. November 1923 trat er in den Ruhestand. Nach dem Ausscheiden aus dem Reichsdienst hat er sich in Hinterzarten (Baden) zur Ruhe gesetzt.
Er war Mitherausgeber der Leipziger Zeitschrift für Deutsches Recht.

## Schriften
- Kommentator in Staub's Kommentar zum Handelsgesetzbuch
- Gesetz betreffend die gemeinsamen Rechte der Besitzer von Schuldverschreibungen, Vom 4. Dez. 1899, 3 Auflagen 1899–1931.
- (zusammen mit Teichmann, Robert/Köhler, Walter:) Handausgabe des Handelsgesetzbuchs vom 10. Mai 1897, 3 Auflagen. Berlin 1899–1932.
- „Armenrecht bezüglich des Haftkostenvorschusses“, Zeitschrift für deutschen Zivilprozess, Band 13 (1889), S. 370.
- „Einfluss des Konkurses auf die Gläubigerschaft des Schuldverschreibungsgesetzes“, Zeitschrift für deutschen Zivilprozess, Band 28 (1901), S. 414.
- „Der Vinkulationskauf“, Beiträge zur Erläuterung des deutschen Rechts, Jahrgang 52 (1908), S. 286.